# BARTOC

BARTOC (Basel Register of Thesauri, Ontologies & Classifications) è un database di sistemi per l'organizzazione della conoscenza (Knowledge Organization Systems, KOS) sviluppato dalla biblioteca dell'Università di Basilea.
Nasce nel novembre 2013 con lo scopo di censire e di rendere visibili in un unico sito vocabolari controllati e sistemi di organizzazione della conoscenza diversi per natura, struttura, lingua, formato di pubblicazione e forma di accessibilità, come thesauri (per es. Nuovo soggettario), classificazioni (per es. Classificazione decimale Dewey) e authority files (per es. Virtual International Authority File).
BARTOC raccoglie informazioni  su più di 1.800 KOS e circa 70 liste terminologiche. La sua interfaccia di ricerca è disponibile in 20 lingue e fornisce molte opportunità di ricerca.
Un gruppo internazionale di redattori europei si dedica al suo accrescimento ed al suo sviluppo. BARTOC è stato approvato dall'International Society for Knowledge Organization e coordina lo sviluppo tecnico con il progetto coli-conc. Da novembre 2020, l'implementazione di BARTOC  non è più gestita con Drupal dall'Università di Basilea ma con una nuova infrastruttura tecnica dal Common Library Network (GBV) di Gottinga.